# The Problem We All Live With
The Problem We All Live With (Das Problem, mit dem wir alle leben) ist ein Gemälde Norman Rockwells aus dem Jahr 1963. Es wird als ikonographisches Werk der Bürgerrechtsbewegung in den Vereinigten Staaten angesehen. Es zeigt Ruby Bridges, ein sechsjähriges afro-amerikanisches Mädchen, am 14. November 1960 auf ihrem Weg zur William Frantz Elementary School, einer rein-weißen öffentlichen Schule, während der Krise um die Aufhebung der Rassentrennung an Schulen in New Orleans. Wegen Bedrohungen und Gewalt ihr gegenüber wird sie von vier Deputy U.S. Marshals begleitet. Das Bild ist so geschnitten, dass die Marshals nur von den Schultern abwärts sichtbar sind. An der Wand hinter ihr stehen die rassistische Herabwürdigung „nigger“ und die Buchstaben „KKK“. Eine an die Wand geworfene und dort zerplatzte Tomate ist als Fleck ebenfalls erkennbar. Die weißen Protestler sind nicht zu sehen, da der Betrachter deren Blickwinkel einnimmt. Das Gemälde ist eine Ölmalerei auf Leinwand, 91 cm hoch und 150 cm breit.

## Geschichte

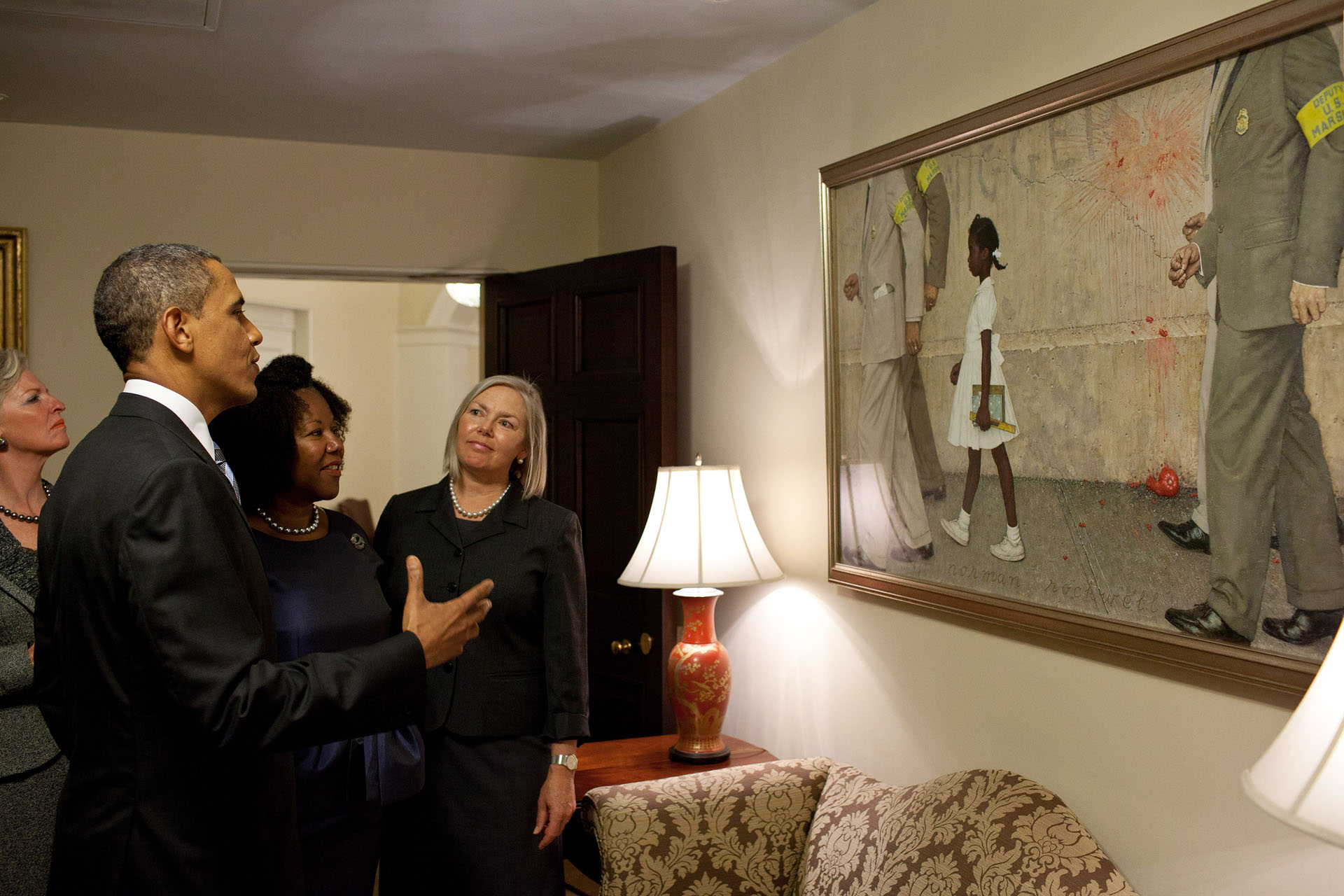
Ruby Bridges und Barack Obama betrachten das Gemälde The Problem We All Live With im Weißen Haus

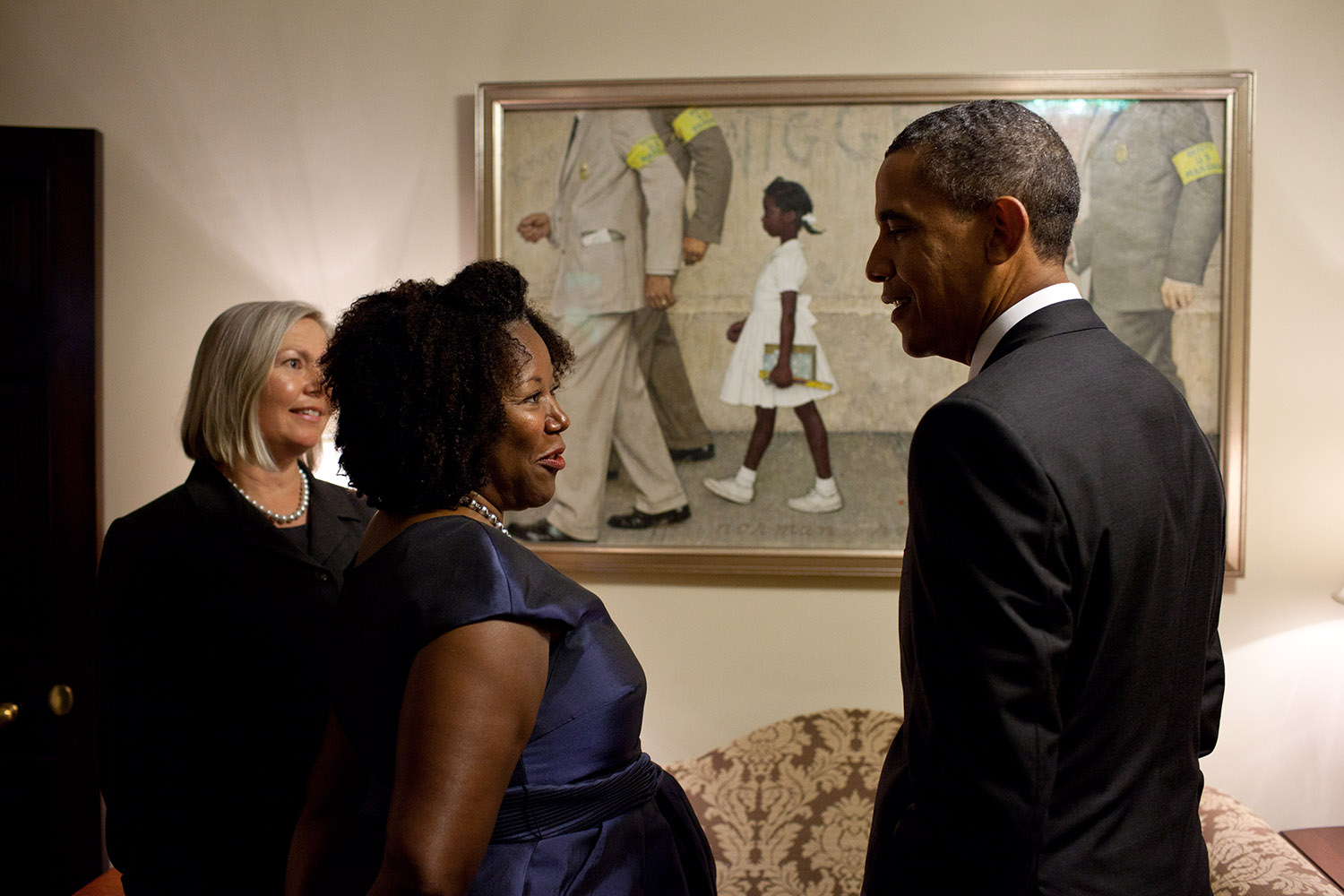
Ruby Bridges und Barack Obama vor dem Oval Office im Weißen Haus (2011)

Das Bild wurde ursprünglich als „Centerfold“ der am 14. Januar 1964 erschienenen Ausgabe von Look veröffentlicht. Rockwell hatte seinen Vertrag mit der Saturday Evening Post im vorausgegangenen Jahr aus Unzufriedenheit über die Grenzen, die dort dem Ausdruck politischer Themen vorgegeben wurden, beendet und Look hatte ihm ein Forum für seine fortschrittlichen sozialen Interessen, insbesondere Bürgerrechte und Rassenintegration gegeben. Rockwell entwickelte ähnliche Themen in Southern Justice (Murder in Mississippi) und New Kids in the Neighborhood. In Rockwells früheren Werken für die Post hatte er Schwarze als Beobachter, als Teil einer Gruppe oder nur in untergeordneten Rollen dargestellt. In The Problem We All Live With und den weiteren Werken für Look hingegen sind Schwarze nun die Hauptfiguren von Rockwells Bildern. Wie in New Kids in the Neighborhood ist in The Problem We All Live With ein schwarzes Kind als Hauptperson dargestellt. Wie in Southern Justice werden starke Hell-Dunkel-Kontraste genutzt, um Rassen-Themen zu unterstreichen.
Auf Vorschlag von Bridges ließ Präsident Barack Obama das Bild von Juli bis Oktober 2011 im Gang außerhalb des Oval Office im Weißen Haus aufhängen. Der Kunsthistoriker William Kloss merkte an:

“The N-word there – it sure stops you. There’s a realistic reason for having the graffiti as a slur, [but] it’s also right in the middle of the painting. It’s a painting that could not be hung even for a brief time in the public spaces [of the White House]. I’m pretty sure of that.”

„Das N-Wort da [in dem Bild] – es lässt dich sofort innehalten. Es gibt ein konkretes Motiv für dieses beleidigende Graffito [in dem Bild], [aber] es ist eben auch genau in der Mitte des Bildes. Es ist ein Gemälde das, selbst für eine kurze Zeit, nicht in den öffentlichen Räumen [des Weißen Hauses] hätte hängen können. Dessen bin ich mir ziemlich sicher.“

In der Serie American Crime Story des Kabelfernsehsenders FX wurde das Bild in der Folge The People vs. O. J. Simpson im Jahr 2016 vom Anwalt der Verteidigung Johnnie Cochran im Mordprozess von 1995 dazu benutzt, das Haus Simpsons vor dem Besuch der Jury „herauszuputzen“.